# Iluilermiut
Iluilermiut / 'people of the island-like land' ,/ eskimsko pleme s poluotoka Adelaide u Nunavutu i King William Islanda, Kanada. Iluilermiuti pripadaju skupini Središnjih Eskima. Svoj poluotok nazivaju Iluilik (=zemlja nalik otoku) a sami sebe Iluilermiut. 
Na Grant Pointu i Starvation Cove što se nalaze na sjeveru poluotoka pronađeni su mnogi ostaci Franklinove ekspedicije iz (1847–1848). 